# Supercar 2: Knight Rider
Supercar 2: Knight Rider (Knight Rider 2: The Game) è un videogioco di guida/azione prodotto e distribuito da Davilex, tratto dall'omonima serie televisiva. Nel gioco saremo alla guida di KITT, un'auto super tecnologica.

## Trama
Michael Knight e Kitt, di ritorno dalle vacanze, vengono attaccati da missili molto veloci teleguidati a distanza. È questo il primo livello in cui dovrete cimentarvi: imparerete l'utilizzo di KITT, la guida e l'uso delle armi. Nei prossimi livelli, tra deserti, cittadine anni '80, complessi sotterranei e tunnel insidiosi, dovrete scoprire chi si cela dietro questa storia, e si scopre che si tratta nient'altro di Garth Knight e KARR

## Armi e gadget
- Turbo Boost: Permette di eseguire salti molto alti. La lunghezza di questi ultimi è determinata dalla velocità appresa prima del salto.
- Sky Mode: Utilizzando questa funzione KITT si alza su di un lato sulle due ruote.
- Super Pursuit Mode (conosciuto anche come "Super Velocità"): Fa raggiungere a KITT la velocità di 300 mph, cioè quasi 500 chilometri orari; quando è in funzione dal veicolo fuoriescono spoiler e aeratori per la maggiore aerodinamicità.
- Missile Launcher: Kitt lancia dei missili per colpire ostacoli più grandi o laser da una distanza maggiore.
- Plasma Gun: Fucile al plasma utilizzabile per robot e bersagli ravvicinati.
- Laser Gun: Laser potente, nel primo livello si utilizza per sciogliere il ghiaccio delle montagne.
- Shield: uno scudo, usato per proteggersi dagli attacchi nemici.